# IPオーストラリア
IPオーストラリア（アイピー・オーストラリア、IP Australia、略称：IPA）は、オーストラリアにおいて、特許、商標、意匠及び育成者権を所管する行政機関である。

## 概要
1904年にオーストラリア特許庁（Australian Patent Office）としてメルボルンで設立された。1933年にキャンベラに移転。1998年2月に旧称のオーストラリア知的財産庁（Australian Intellectual Property Office）から現在のIPオーストラリアに名称を変更している。
IPオーストラリアは、特許協力条約（PCT）の下での国際調査機関（ISA）である。

## イグノーベル賞受賞
2001年には、ジョン・キーオ（John Michael Keogh）という発明者による車輪の出願に特許を与えたことによって、イグノーベル賞の技術賞をキーオとともに受賞している。ただし、この特許は「イノベーション特許」という日本の実用新案と同様な制度に基づいて、実体審査を経ずに与えられたものであって、キーオの出願にはこの制度を批判する目的があった。